# Дьяковская волость
Дьяковская волость — историческая административно-территориальная единица Таганрогского уезда Области Войска Донского с центром в слободе Дьяково.
По состоянию на 1873 год состояла из слободы и 9 поселков. Население — 4750 человек (1879 мужского пола и 1871 — женского), 718 дворовых хозяйства и 11 отдельных зданий.
Поселения волости:
- Дьяково — слобода над реками Нагольная и Юськина за 140 верст от окружной станицы и за 46 верст от Успенской железнодорожной станции, 1955 человек, 297 дворовых хозяйств и 4 отдельных здания, в хозяйствах насчитывалось 72 плуга, 295 лошадей, 288 пар волов, 1958 овец;
- Леонов — посёлок над рекой Юськина в 145 верстах от окружной станицы и за 46 верст от Успенской железнодорожной станции, 1208 человек, 190 дворовых хозяйства и 1 отдельный дом;
- Васильевский — посёлок над рекой Юськина в 145 верстах от окружной станицы и за 53 верстах от Успенской железнодорожной станции, 165 человек, 28 дворовых хозяйств и 3 отдельных дома;
- Егорово — посёлок над рекой Юськина за 143 верст от окружной станицы и за 49 верст от Успенской железнодорожной станции, 187 человек, 28 дворовых хозяйств;
- Каменно—Тузловское — посёлок над рекой Тузлов за 138 верст от окружной станицы и за 39 верст от Успенской железнодорожной станции, 170 человек, 24 дворовых хозяйства и 1 отдельный дом;
- Аннинский—Янов — посёлок над рекой Тузлов за 140 верст от окружной станицы и за 44 верстах от Успенской железнодорожной станции, 159 человек, 24 дворовых хозяйств;
- Новотузловский — посёлок над рекой Тузлов по 142 верстах от окружной станицы и за 41 версте от Успенской железнодорожной станции, 132 человека, 20 дворовых хозяйств;
- Куприян—Тузловский — посёлок над рекой Тузлов по 142 верстах от окружной станицы и за 41 версте от Успенской железнодорожной станции, 33 человека, 6 дворовых хозяйств;
- Кумшацкое—Буртивское — село над рекой Тузлов за 138 верст от окружной станицы и за 39 верст от Успенской железнодорожной станции, 198 человек, 29 дворовых хозяйств;
- Орехово — посёлок над рекой Орехова за 140 верст от окружной станицы и в 55 верстах от Успенской железнодорожной станции, 529 человек, 72 дворовых хозяйства и 2 отдельных дома.

Старшинами волости были :
1905 — Федор Петров;
1907 года — Евдоким Федорович Литвинов.
1912 — А. В. Раевский.